# Boydell & Brewer
La Boydell & Brewer è una casa editrice britannica fondata nel 1978 a Woodbridge nel Suffolk da Richard Barber e Derek Brewer. È specializzata in pubblicazioni accademiche riguardanti vari argomenti: studi sulla letteratura e sulla cultura tedesca, su quella spagnola, su quella africana, sulla letteratura medievale, sulla musica e anche sulle scienze mediche.